# Lytta amoena
Lytta amoena es una especie de coleóptero de la familia Meloidae.

## Distribución geográfica
Habita en Namaqualand (África).